# North Bend (Oregon)
North Bend è una città degli Stati Uniti, situata in Oregon, nella contea di Coos. La comunità si affaccia sull'Oceano Pacifico.